# Čierny Váh (řeka)
Čierny Váh (česky Černý Váh, maďarsky Fekete-Vág, německy Schwarze Waag) je delší ze dvou zdrojnic slovenské řeky Váh. Měří 39 km.

## Průběh toku
Pramení v Nízkých Tatrách v nadmořské výšce asi 1680 m na úbočí vrchu Kráľova hoľa jihozápadně od vesnice Liptovská Teplička. Teče nejdříve směrem k severovýchodu, poté se její tok obrací obloukem na sever a severozápadním směrem. Protéká Liptovskou dolinou, poblíž osady Čierny Váh přibírá zleva svůj největší přítok, potok Ipoltica. Napájí vodní nádrž Čierny Váh. Východně od obce Kráľova Lehota v nadmořské výšce 663 m zaniká soutokem s Bílým Váhem, čímž vzniká řeka Váh.